# 克丽斯塔·卢丁-罗滕布格尔

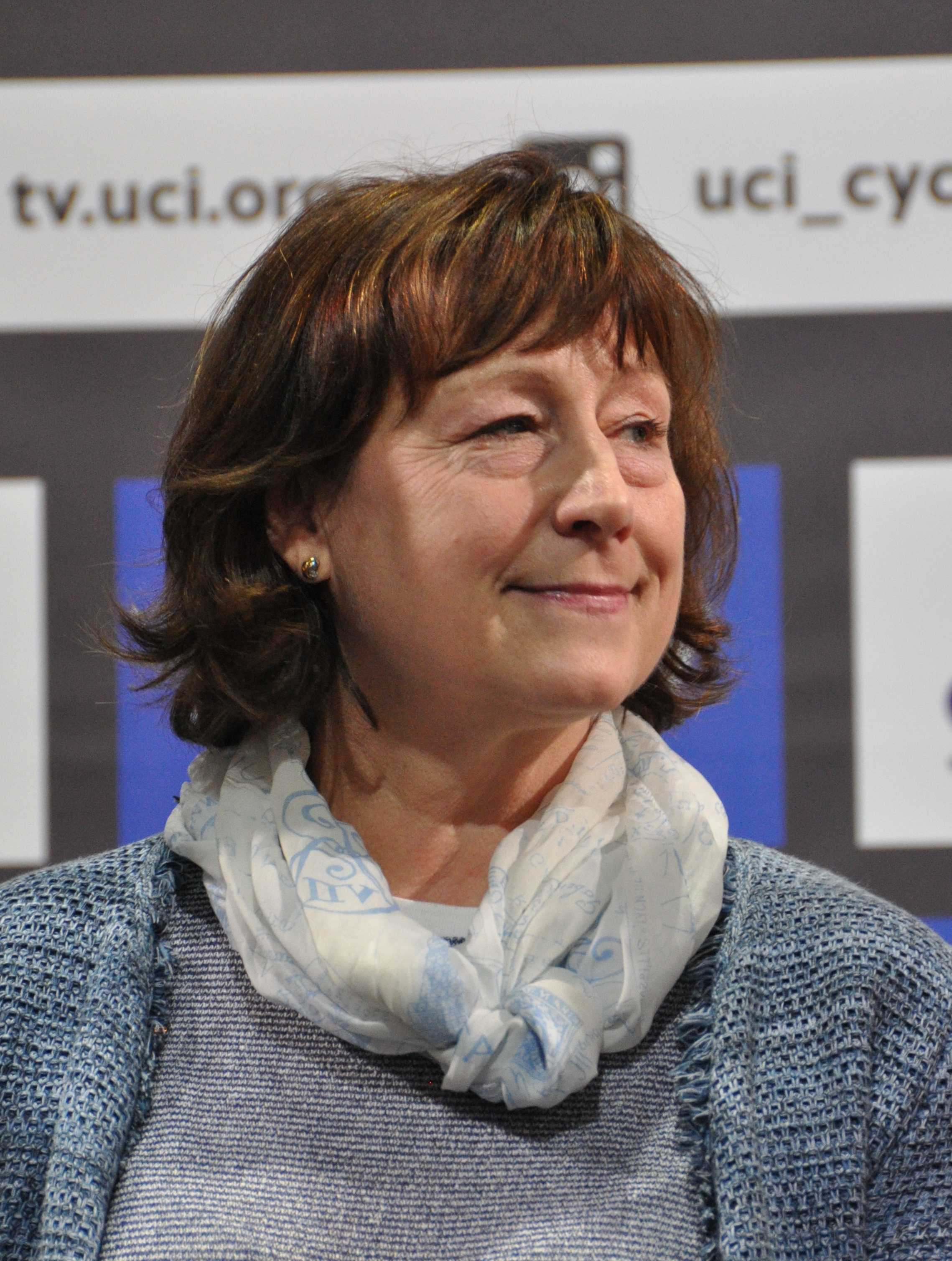
莫妮卡·普夫卢格 (2020年)

克丽斯塔·卢丁-罗滕布格尔（德語：Christa Luding-Rothenburger，1959年12月4日—），德国女子速度滑冰及自行车运动员。她曾代表东德和德国在冬季奥运会速度滑冰比赛、夏季奥运会自行车比赛中获得2枚金牌、2枚银牌和1枚铜牌。